# Нийл Геймън
Нийл Ричърд Маккинън Геймън (на английски: Neil Gaiman) е английски писател на фентъзи, научна фантастика и комикси. Творбите му включват Американски богове, Коралайн, Скандинавска митология, The Sandman и др. Печели многобройни награди, включително Хюго, Небюла и Брам Стокър, както и медалите Нюбери и Карнеги. Той е първият автор, който печели и Нюбери, и Карнеги медали за една и съща творба – Книга за гробището (2008). През 2013 г. Океанът в края на пътя е избрана за Най-добра книга на годината на Националните британски литературни награди.

## Биография
Геймън е роден в село Портчестър, Англия на 10 ноември 1960 г. Семейството му е от полско-еврейски произход; прадядо му емигрира от Антверпен, Белгия във Великобритания преди 1914 г., а дядо му се установява в Южна Англия, в хампширския град Портсмът и открива верига магазини. Баща му, Дейвид Бернард Гайман, работи в същата верига магазини; майка му, Шийла Геймън, е фармацевт. Има две по-малки сестри, Клеър и Лизи.
В началото на осемдесетте години се занимава с журналистика. Започва писателската си кариера през 1984 г., когато написва биографична книга на групата Дюран Дюран. Добива популярност с комикса си за възрастни The Sandman. Женен е, има две дъщери и един син. Понастоящем живее в Минеаполис, Минесота, САЩ.